# Jezuitski kolegij na Dunaju
Jezuitski kolegij na Dunaju je bil ustanovljen leta 1551.

## Rektorji
- seznam rektorjev Jezuitskega kolegija na Dunaju